# Визендорф
Ви́зендорф или На́сеньце (нем. Wiesendorf; н.-луж. Naseńce) — деревня в Нижней Лужице, Германия. Входит в состав коммуны Кольквиц района Шпре-Найсе в земле Бранденбург.
Впервые упоминается в 1809 году. С 1926 по 1993 года входила в состав коммуны Кришов. С 1993 года входит в современную коммуну Кольквиц.
В настоящее время деревня входит в состав культурно-территориальной автономии «Лужицкая поселенческая область», на территории которой действуют законодательные акты земель Саксонии и Бранденбурга, содействующие сохранению лужицких языков и культуры лужичан.

## Население
Официальным языком в населённом пункте, помимо немецкого, является также нижнелужицкий язык.
Согласно статистическому сочинению «Dodawki k statisticy a etnografiji łužickich Serbow» Арношта Муки в 1884 году проживало 107 человек (из них — 101 серболужичанин (94 %)).
| 1875 | 1925 | 2006 |
| ---- | ---- | ---- |
| 126  | 108  | 61   |